# AutoKey
AutoKey是一个用于Linux和X11的文本扩展、替换软件。它的灵感主要来自于商业的Windows软件‘PhraseExpress’。它通过多种方法的其中一种来接收键盘事件并使用X事件进行扩展。AutoKey可用来把缩写替换成完整的短语，还能纠正拼写错误和其他输入错误。已知AutoKey目前可用于GNOME和KDE桌面环境中。

## 另请参阅
- AutoHotkey
- AutoIt
- Automator (用于Macintosh)
- Bookmarklet
- 用于Firefox的iMacros
- Xnee, 可用来录制和重复操作的程序。